# Tibesti (província do Chade)
Tibesti (em árabe: تيبستي; Tībistī) é uma das 23 províncias do Chade, sendo Bardaï a sua capital.

## Demografia
O recenseamento do Chade de 2009 indicou uma população de 25 483 habitantes para Tibesti, o qua a torna a menos populosa de todo país.